# 10 de setembro
10 de setembro é o 253.º dia do ano no calendário gregoriano (254.º em anos bissextos). Faltam 112 dias para acabar o ano.

## Eventos históricos

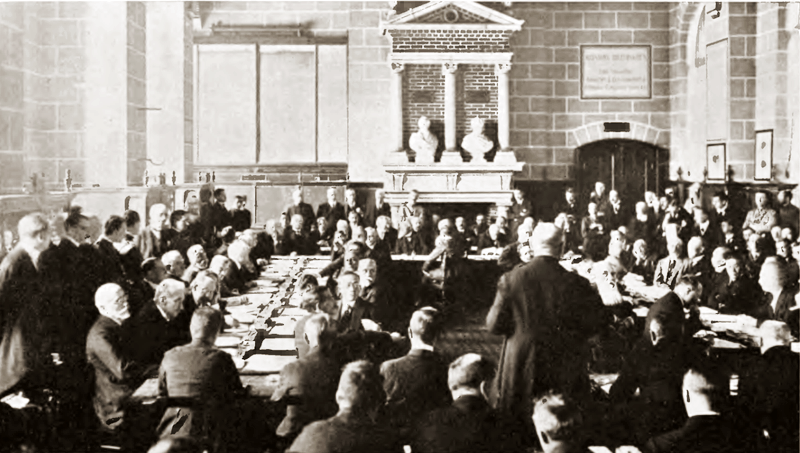
1919: Assinatura do Tratado de Saint-Germain-en-Laye

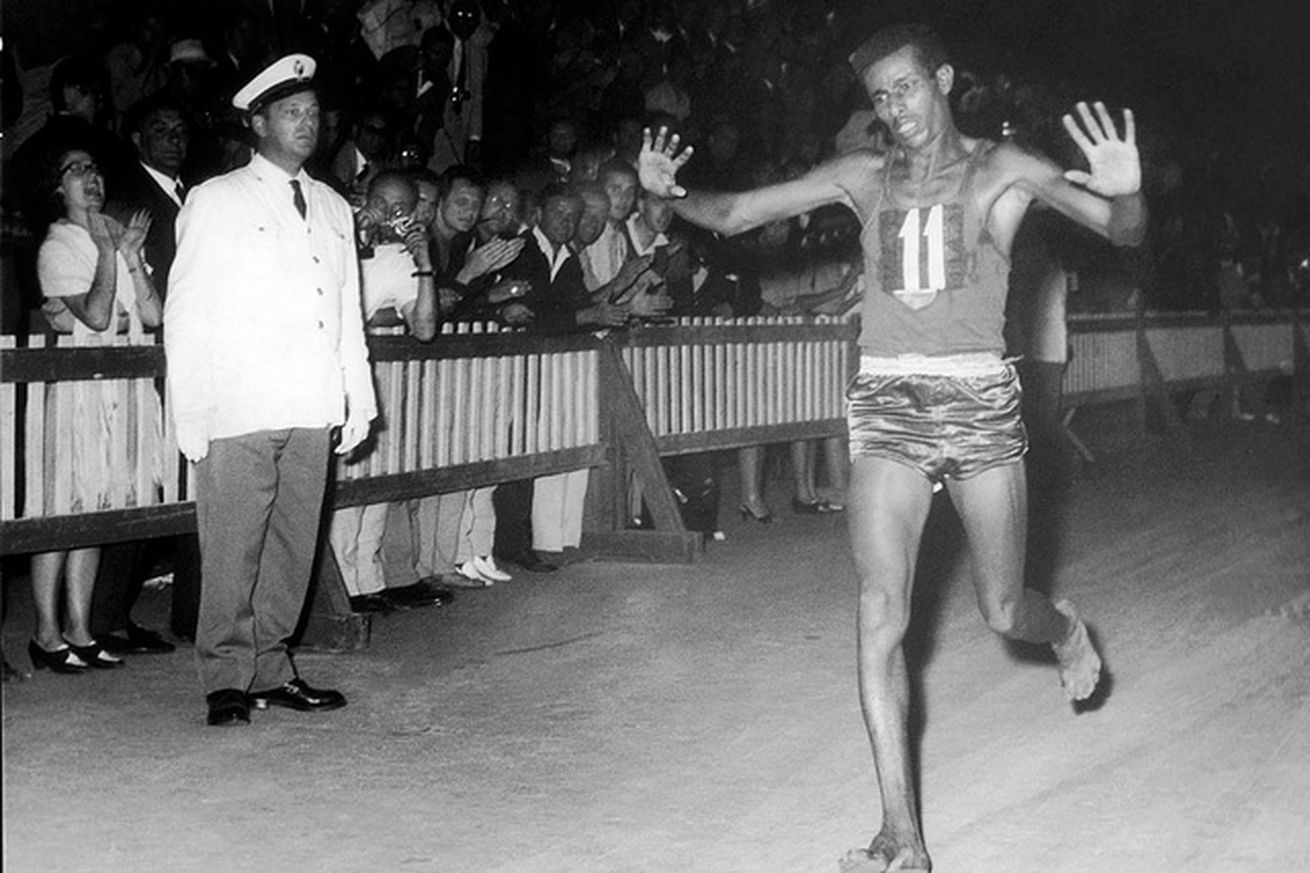
1960: Abebe Bikila vence a maratona olímpica de Roma

- 0506 — Os bispos da Gália visigótica reúnem-se no Concílio de Agde.
- 1419 — João sem Medo, duque de Borgonha é assassinado por partidários do Delfim, o futuro Carlos VII da França.
- 1509 — Um sismo conhecido como "Pequeno Juízo Final" atinge Constantinopla.
- 1547 — Batalha de Pinkie, o último confronto militar em grande escala entre a Inglaterra e a Escócia, resultando em uma vitória decisiva para as forças de Eduardo VI.
- 1561 — Quarta Batalha de Kawanakajima: Takeda Shingen derrota Uesugi Kenshin no clímax de seus conflitos em curso.
- 1573 — O pirata alemão Klein Henszlein e 33 de sua tripulação são decapitados em Hamburgo.
- 1640 – Guerra dos Segadores: convocada a Junta de Braços (Cortes sem o rei) do Principado da Catalunha. Assume a soberania do país e promulga uma série de medidas revolucionárias que conduzirão à República Catalã.
- 1721 — Tratado de Nystad: fim da Grande Guerra do Norte entre a Rússia e a Suécia.
- 1756 — O rei José I de Portugal assina a Lei que estabelece a primeira região demarcada no mundo para a produção de vinho - o vinho do Porto - e cria a Companhia Geral da Agricultura das Vinhas do Alto Douro com sede na cidade do Porto.
- 1808 — É lançada a Gazeta do Rio de Janeiro, primeiro jornal impresso no Brasil.
- 1813 — Os Estados Unidos derrotam a Frota Britânica na Batalha do Lago Erie durante a Guerra Anglo-Americana de 1812.
- 1837 — O líder farroupilha Bento Gonçalves foge da prisão e volta a comandar a rebelião.
- 1846 — Elias Howe recebe uma patente para a máquina de costura.
- 1858 — George Mary Searle descobre o asteroide 55 Pandora.
- 1898 — A imperatriz Elisabeth da Áustria é assassinada por Luigi Lucheni.
- 1918 — Guerra Civil Russa: o Exército Vermelho captura Kazan.
- 1919 — A Áustria e os Aliados assinam o Tratado de Saint-Germain-en-Laye reconhecendo a independência da Polônia, Hungria, Tchecoslováquia e Iugoslávia.
- 1936 — Primeiro Campeonato Mundial de Motociclismo Individual é realizado no Estádio de Wembley de Londres.
- 1937 — Nove nações participam da Conferência de Nyon para tratar da pirataria internacional no Mar Mediterrâneo.
- 1939 — Segunda Guerra Mundial: fim da Batalha de Wizna, episódio ocorrido durante a Invasão da Polônia, com a vitória alemã sobre as tropas polonesas.
- 1942 — Segunda Guerra Mundial: o Exército Britânico realiza um desembarque anfíbio em Madagascar para relançar as operações ofensivas dos Aliados na Campanha de Madagascar.
- 1943 — Segunda Guerra Mundial: No decorrer da Operação Achse, as tropas alemãs iniciam a ocupação de Roma.
- 1960 — Nas Olimpíadas de Verão em Roma, Abebe Bikila se torna o primeiro africano subsaariano a ganhar uma medalha de ouro, vencendo a maratona com os pés descalços.
- 1961 — No Grande Prêmio da Itália, um acidente provoca a morte do piloto alemão de Fórmula 1 Wolfgang von Trips e 13 espectadores que são atingidos por sua Ferrari.
- 1967 — O povo de Gibraltar vota para continuar a ser uma dependência britânica em vez de se tornar parte de Espanha.
- 1974 — Guiné-Bissau ganha independência de Portugal.
- 1977 — Hamida Djandoubi, condenado por tortura e assassinato, é a última pessoa a ser executada pela guilhotina na França.
- 2001 — Antônio da Costa Santos, prefeito de Campinas, Brasil é assassinado.
- 2002 — A Suíça, tradicionalmente um país neutro, torna-se um Estado-membro das Nações Unidas.
- 2004 — Criada pelo Conselho de Segurança das Nações Unidas (CSNU) a Missão das Nações Unidas para a Estabilização no Haiti.
- 2005 — Descoberto o satélite natural de Éris, Disnomia.
- 2008 — O Grande Colisor de Hádrons da CERN, descrito como o maior experimento científico da história, é inaugurado em Genebra, Suíça.
- 2017 — O Furacão Irma atinge a costa de Cudjoe Key, Flórida, como categoria 4, depois de causar danos catastróficos em todo o Caribe. Irma resultou em 134 mortes e 64,76 bilhões de dólares em danos.
- 2019 — Pisoteamento durante celebração da Ashura em Carbala, Iraque, mata pelo menos 31 pessoas e fere outras 100.
- 2022 — Carlos III é oficialmente aclamado como Rei do Reino Unido, Inglaterra, Irlanda do Norte e todos os países membros da Commonwealth.

## Nascimentos

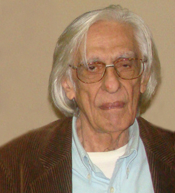
Ferreira Gullar

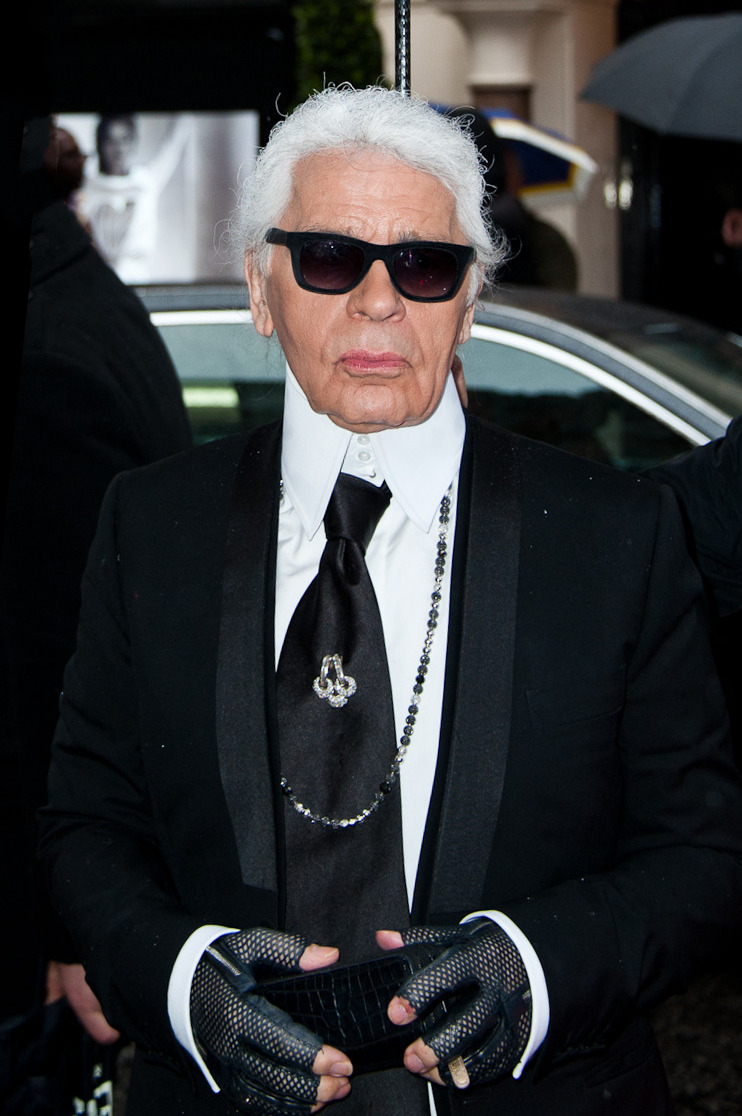
Karl Lagerfeld

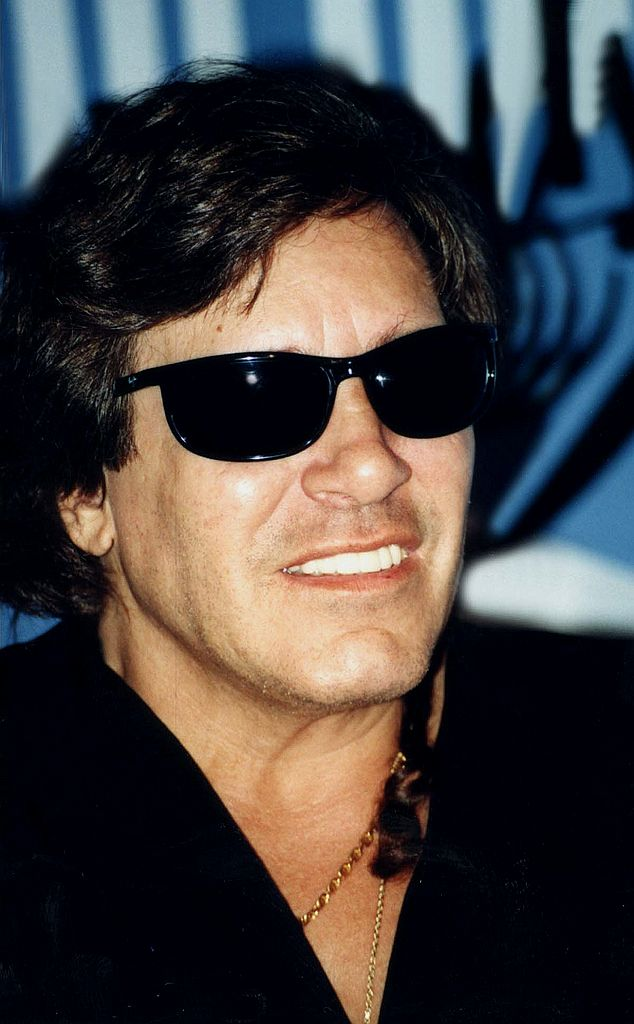
José Feliciano

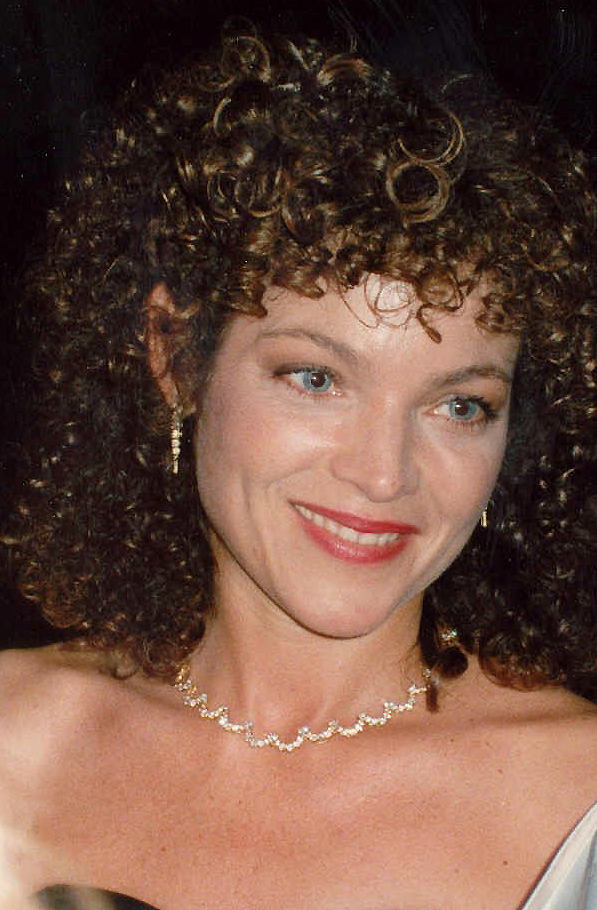
Amy Irving

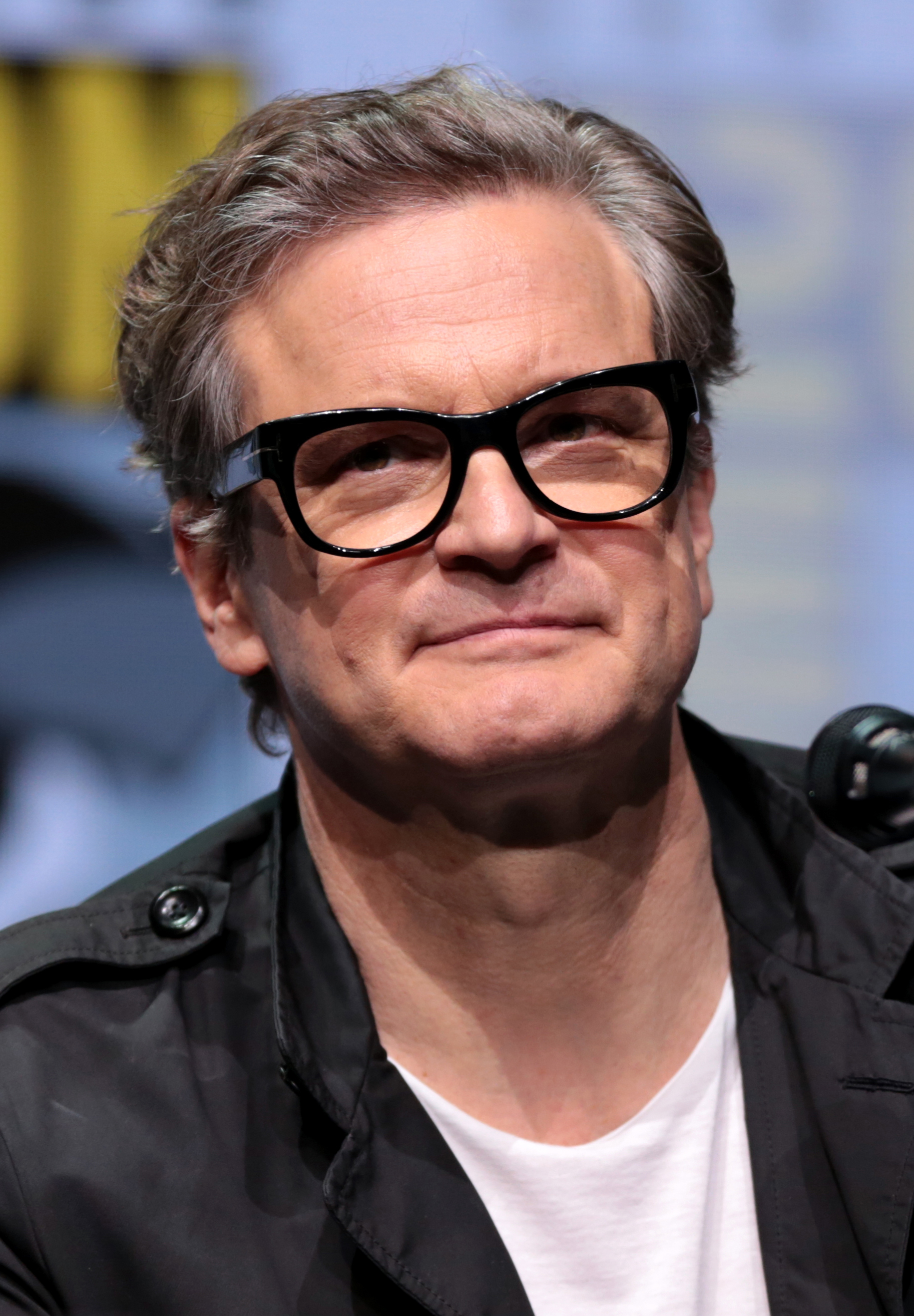
Colin Firth

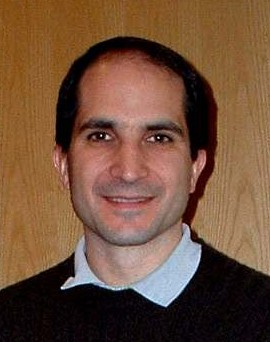
Juan Maldacena

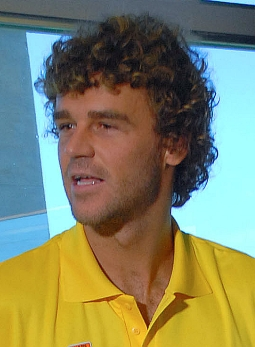
Gustavo Kuerten

### Anteriores ao século XIX
- 0877 — Eutíquio de Alexandria, Patriarca Grego Ortodoxo (m. 940).
- 0920 — Luís IV de França (m. 954).
- 1169 — Aleixo II Comneno, imperador bizantino (m. 1183).
- 1423 — Leonor de Castela, Princesa das Astúrias (m. 1425).
- 1487 — Papa Júlio III (m. 1555).
- 1547 — Jorge I de Hesse-Darmstadt (m. 1596).
- 1564 — Hernando Arias de Saavedra, militar e político espanhol (m. 1634).
- 1638 — Maria Teresa da Espanha (m. 1683).
- 1649 — Bernardo I, Duque de Saxe-Meiningen (m. 1706).
- 1659 — Henry Purcell, compositor inglês (m. 1695).
- 1713 — John Needham, naturalista britânico (m. 1781).
- 1714 — Niccolò Jommelli, compositor italiano (m. 1774).
- 1740 — Nicolau Tolentino de Almeida, escritor e poeta português (m. 1811).
- 1755 — Bertrand Barère de Vieuzac, político italiano (m. 1978).
- 1771 — Marc-René de Voyer de Paulmy d'Argenson (m. 1842).
- 1786 — Nicolás Bravo, político e militar mexicano (m. 1854).
- 1797
  - Carl Gustaf Mosander, químico sueco (m. 1858).
  - Benjamin Nicolas Marie Appert, filantropo francês (m. 1847).

### Século XIX
- 1817 — Richard Spruce, médico e naturalista britânico (m. 1893).
- 1839 — Charles Sanders Peirce, filósofo, cientista e matemático estadunidense (m. 1914).
- 1845 — Jessie Rooke, sufragista inglesa. (m. 1906).
- 1849 — Karl Anton Eugen Prantl, botânico alemão (m. 1893).
- 1855 — Robert Koldewey, arqueólogo e arquiteto alemão (m. 1925).
- 1860 — Marianne von Werefkin, pintora russa (m. 1938).
- 1863 — Charles Spearman, psicólogo britânico (m. 1945).
- 1864 — Carl Correns, botânico alemão (m. 1933).
- 1866 — Jeppe Aakjær, escritor dinamarquês (m. 1930).
- 1874 — Francisco Antonio Encina, historiador e político chileno (m. 1965).
- 1876 — Gregory Mathews, ornitólogo australiano (m. 1949).
- 1877 — Hans Nobiling, futebolista alemão (m. 1954).
- 1882
  - José Tupinambá da Frota, bispo brasileiro (m. 1959).
  - Jacques Gréber, arquiteto francês (m. 1962).
  - Károly Huszár, político húngaro (m. 1941).
- 1886 — Hilda Doolittle, escritora norte-americana (m. 1961),
- 1887
  - Gustaf Rosenquist, ginasta sueco (m. 1961).
  - Paul Johner, enxadrista suíço (m. 1938).
- 1890
  - Franz Werfel, poeta austríaco (m. 1945).
  - Elsa Schiaparelli, estilista italiana (m. 1973).
  - Ichiya Kumagae, tenista japonês (m. 1968).
  - Mortimer Wheeler, arqueólogo britânico (m. 1976).
- 1892 — Arthur Holly Compton, físico estadunidense (m. 1962).
- 1894 — Aleksandr Dovjenko, cineasta ucraniano (m. 1956).
- 1895 — Melville Jean Herskovits, antropólogo norte-americano (m. 1963).
- 1897 — Georges Bataille, escritor francês (m. 1962).
- 1898 — Bessie Love, atriz norte-americana (m. 1986).
- 1899 — Ferreira de Sousa, político brasileiro (m. 1975).

### Século XX

#### 1901–1950
- 1903 — Cyril Connolly, romancista britânico (m. 1974).
- 1904
  - José Eduardo do Prado Kelly, magistrado brasileiro (m. 1986).
  - Juan José Arévalo, político guatemalteco (m. 1990).
- 1906 — Sadi Cabral, ator brasileiro (m. 1986).
- 1907 — Mario Zanini, pintor brasileiro (m. 1971).
- 1908 — Raymond Scott, músico estadunidense (m. 1994).
- 1910 — Paul Aeby, futebolista suíço (m.?).
- 1913 — Lincoln Gordon, embaixador estadunidense (m. 2009).
- 1914
  - Robert Wise, diretor e produtor de cinema estadunidense (m. 2005).
  - Raúl Adolfo Ringuelet, naturalista e zoólogo argentino (m. 1982).
- 1915
  - Edmond O'Brien, diretor de cinema e ator estadunidense (m. 1985).
  - Joachim Helbig, militar alemão (m. 1985).
- 1917
  - Miguel Serrano, escritor chileno (m. 2009).
  - Masahiko Kimura, judoca japonês (m. 1993).
- 1920 — Calyampudi Radhakrishna Rao, matemático indiano. (m. 2023).
- 1921 — Fernando Bandeira Ferreira, arqueólogo português (m. 2002).
- 1923
  - Alfredo Nobre da Costa, político português (m. 1996).
  - Uri Avnery, jornalista israelense (m. 2018).
  - Bernardo José Bueno Miele, religioso brasileiro (m. 1981).
  - Shmuel Eisenstadt, sociólogo israelense (m. 2010).
- 1924 — Luiz Francisco Rebello, dramaturgo e ensaísta português (m. 2011).
- 1926
  - Ibanez Filho, ator brasileiro (m. 2006).
  - Ladislav Adamec, político tcheco (m. 2007).
- 1928
  - Nicolás Leoz, dirigente esportivo e jornalista paraguaio (m. 2019).
  - Selma Lopes, atriz e dubladora brasileira.
- 1930 — Ferreira Gullar, poeta e escritor brasileiro (m. 2016).
- 1931 — Philip Baker Hall, ator norte-americano (m. 2022).
- 1932 — Félix Malloum, político chadiano (m. 2009).
- 1933
  - Yevgeny Khrunov, cosmonauta soviético (m. 2000).
  - Karl Lagerfeld, estilista alemão (m. 2019).
  - Ademar Guerra, diretor de teatro brasileiro (m. 1993).
  - Oszkár Szigeti, futebolista húngaro (m. 1983).
- 1935 — Mary Oliver, poetisa norte-americana (m. 2019).
- 1936 — Dimitar Largov, futebolista búlgaro (m. 2020).
- 1937 — Jared Diamond, biólogo, fisiologista, biogeógrafo e autor de não-ficção estado-unidense.
- 1939 — Cynthia Powell, artista plástica, escritora e empresária britânica (m. 2015).
- 1940
  - Roy Ayers, músico estadunidense.
  - José Carlos Vasconcelos, jornalista português.
- 1941
  - Stephen Jay Gould, paleontólogo, biólogo evolucionista e divulgador científico estadunidense (m. 2002).
  - Gunpei Yokoi, designer de videogames japonês (m. 1997).
  - Christopher Hogwood, maestro britânico (m. 2014).
- 1942
  - Ary Coslov, ator e diretor brasileiro.
  - Ipojuca Pontes, jornalista e escritor brasileiro.
- 1943
  - Billy Graham, ex-wrestler estadunidense (m. 2023).
  - Daniel Truhitte, ator estadunidense.
  - Horst-Dieter Höttges, futebolista alemão (m. 2023).
- 1945
  - José Feliciano, cantor e compositor porto-riquenho.
  - Paulo Renato Souza, político brasileiro (m. 2011).
- 1946
  - Michèle Alliot-Marie, política francesa.
  - Shlomo Sand, historiador israelense.
- 1948 — Charles Simonyi, programador de computadores húngaro-americano.
- 1949
  - Barriemore Barlow, músico estadunidense.
  - Patrick Proisy, ex-tenista francês.
- 1950
  - Joe Perry, guitarrista estadunidense.
  - Julio Baylón, futebolista peruano (m. 2004).
  - Marinho Pinto, advogado português.

#### 1951–2000
- 1951
  - Luc Millecamps, ex-futebolista belga.
  - Carlos José Tissera, bispo católico argentino.
- 1952
  - Bruno Giacomelli, ex-automobilista italiano.
  - Gerry Conway, escritor estadunidense.
  - Manuel Hermínio Monteiro, editor literário português (m. 2001).
- 1953
  - Amy Irving, atriz estadunidense.
  - Wolf Maya, ator e diretor brasileiro.
- 1954
  - Don Wilson, ator e ex-lutador estadunidense.
  - Cynthia Lummis, política e advogada norte-americana.
- 1955 — Pat Mastelotto, músico norte-americano.
- 1956
  - Érick Zonka, cineasta e roteirista francês.
  - Eilat Mazar, arqueóloga israelense (m. 2021).
- 1957 — Markus Günthardt, ex-tenista suíço.
- 1958 — Chris Columbus, diretor e produtor de cinema estadunidense.
- 1960
  - Colin Firth, ator britânico.
  - Alison Bechdel, desenhista norte-americana.
  - Paulinho Mocidade, sambista brasileiro.
- 1961
  - Alberto Núñez Feijóo, político espanhol.
  - Gladys Moisés, advogada e política argentina (m. 2022).
  - Wesley Simina, político micronésio.
- 1963
  - Jay Laga'aia, ator neozelandês.
  - Marian Keyes, escritora irlandesa.
- 1964 — Jack Ma, empresário chinês.
- 1965
  - Fahad Al-Bishi, ex-futebolista saudita.
  - Alexandre Avancini, diretor e produtor brasileiro.
- 1966
  - Akhrik Tsveiba, ex-futebolista russo.
  - Timur Kulibayev, empresário cazaque.
- 1967 — Nina Repeta, atriz estadunidense.
- 1968
  - Big Daddy Kane, rapper estadunidense.
  - Guy Ritchie, cineasta britânico.
  - Nani Venâncio, atriz e apresentadora brasileira.
  - Juan Maldacena, físico argentino.
  - Andreas Herzog, ex-futebolista e treinador de futebol austríaco.
- 1969
  - Johnathon Schaech, ator estadunidense.
  - MC Bob Rum, cantor brasileiro.
- 1970
  - Dinei, ex-futebolista brasileiro.
  - Maurício Manieri, músico brasileiro.
  - Julie Halard-Decugis, ex-tenista francesa.
  - Dean Gorré, ex-futebolista e treinador de futebol surinamês.
  - Pepê Rapazote, ator português.
- 1972
  - James Duval, ator estadunidense.
  - João Carlos, ex-futebolista e treinador de futebol brasileiro.
  - Dejan Petković, ex-futebolista e treinador de futebol sérvio.
  - Platon Zakharchuk, ex-futebolista russo.
- 1973
  - Víctor González, ator mexicano.
  - Choi Yong-soo, ex-futebolista e treinador de futebol sul-coreano.
  - Mark Huizinga, ex-judoca neerlandês.
- 1974
  - Ryan Phillippe, ator estadunidense.
  - Mirko Filipović, lutador croata.
  - Ben Wallace, ex-basquetebolista estadunidense.
  - Gábor Zavadsky, futebolista húngaro (m. 2006).
- 1975 — Viktor Kassai, árbitro de futebol húngaro.
- 1976
  - Gustavo Kuerten, ex-tenista brasileiro.
  - Matt Morgan, wrestler estadunidense.
  - Vassilis Lakis, ex-futebolista grego.
  - Federico Gasperoni, ex-futebolista e ciclista samarinês.
- 1977 — Bernardo Romeo, ex-futebolista argentino.
- 1978
  - Ramūnas Šiškauskas, ex-basquetebolista lituano.
  - Carlos Castro, ex-futebolista costarriquenho.
  - Visitante, músico porto-riquenho.
  - Mohamed Jedidi, ex-futebolista tunisiano.
- 1980
  - Mikey Way, músico americano.
  - Timothy Goebel, patinador artístico estadunidense.
  - William Mueller, wrestler estadunidense.
- 1981
  - Marco Chiudinelli, ex-tenista suíço.
  - Germán Denis, futebolista argentino.
- 1982
  - Didi, ex-futebolista brasileiro.
  - Naldo, ex-futebolista brasileiro.
  - Mogogi Gabonamong, futebolista botsuanês.
  - Duda, jogador de basquete brasileiro.
  - Stephen McManus, ex-futebolista britânico.
  - Javi Varas, ex-futebolista espanhol.
- 1983
  - Fernando Belluschi, futebolista argentino.
  - Jérémy Toulalan, ex-futebolista francês.
- 1984
  - Matthew Followill, músico estadunidense.
  - Ismail Ahmed Ismail, atleta sudanês.
  - Xiomara Blandino, modelo nicaraguense.
  - Harry Treadaway, ator britânico.
  - Luke Treadaway, ator britânico.
  - Christopher Sutton, ex-ciclista australiano.
- 1985
  - Aya Kamiki, cantora japonesa.
  - Laurent Koscielny, ex-futebolista francês.
  - Elyse Levesque, atriz e modelo canadense.
- 1986
  - Francis Litsingi, ex-futebolista congolês.
  - Mari Rabie, triatleta sul-africana.
- 1987
  - Ivan Franjić, futebolista australiano.
  - Elio Verde, judoca italiano.
- 1988
  - Jordan Staal, jogador de hóquei no gelo canadense.
  - Coco Rocha, modelo canadense.
  - Anthony Obame, taekwondista gabonês.
  - Lucas Pérez, futebolista espanhol.
- 1989
  - Younousse Sankharé, futebolista senegalês.
  - Franzisca Hauke, jogadora de hóquei sobre a grama alemã.
  - Keno, futebolista brasileiro.
- 1990 — André Almeida, futebolista português.
- 1991
  - Deng Shudi, ginasta chinês.
  - Sam Morsy, futebolista britânico-egípcio.
- 1992
  - Muhamed Bešić, futebolista bósnio.
  - Lisanne de Witte, velocista neerlandesa.
  - Pruk Panich, ator tailandês.
- 1993
  - Ruggero Pasquarelli, cantor e ator italiano.
  - Sam Kerr, futebolista australiana.
  - Park Yong-woo, futebolista sul-coreano.
- 1994 — Artem Markelov, automobilista russo.
- 1995
  - Jack Grealish, futebolista britânico.
  - Matt Rife, ator e comediante norte-americano.
- 1996 — Abner Teixeira, pugilista brasileiro.
- 1998
  - Anna Blinkova, tenista russa.
  - Ao Tanaka, futebolista japonês.
- 1999 — Bruno Méndez, futebolista uruguaio.

### Século XXI
- 2001 — Armando Broja, futebolista albanês.
- 2002 — Tamsin Colley, atleta paralímpica australiana.
- 2004 — Gabriel Bateman, ator norte-americano.

## Mortes

### Anteriores ao século XIX
- 210 a.C. — Qin Shihuang, primeiro imperador da China (n. 260 a.C.)
- 0954 — Luís IV de França, rei da Frância Ocidental (n. 920)
- 1167 — Matilde de Inglaterra (n. 1102).
- 1197 — Henrique II de Champanhe (n. 1166).
- 1305 — Nicolau de Tolentino, padre e místico italiano (n. 1245).
- 1382 — Luís I da Hungria (n. 1326).
- 1384 — Joana, Duquesa da Bretanha (n. 1319).
- 1419 — João, Duque da Borgonha (n. 1371).
- 1439 — Conrado V de Olésnica (n. 1385).
- 1547 — Pedro Luís Farnésio, nobre italiano (n. 1503).
- 1669 — Henriqueta Maria de França (n. 1609).
- 1676 — Gerrard Winstanley, religioso inglês (n. 1609).
- 1749 — Émilie du Châtelet, física francesa (n. 1706).
- 1777 — Guilherme, Conde de Eschaumburgo-Lipa, militar e político alemão (n. 1724).
- 1797 — Mary Wollstonecraft, escritora britânica (n. 1759).

### Século XIX
- 1827 — Ugo Foscolo, poeta e escritor italiano (n. 1778).
- 1828 — Antoine François Andréossy, general e diplomata francês (n. 1761).
- 1845 — Joseph Story, jurista estadunidense (n. 1779).
- 1855 — Rodrigo Antônio Falcão Brandão, militar brasileiro (n. 1789).
- 1866 — Charles Maclaren, editor britânico (n. 1782).
- 1884 — George Bentham, botânico britânico (n. 1800).
- 1892 — Max Carl Gritzner, industrial e inventor alemão (n. 1825).
- 1898 — Isabel da Áustria (n. 1837).

### Século XX
- 1931 — Dmitri Egorov, matemático russo (n. 1869).
- 1935 — Huey Long, político estadunidense (n. 1893).
- 1939 — Władysław Raginis, militar polonês (n. 1908).
- 1953 — Clementino Fausto Barcelos de Brito, escritor brasileiro (n. 1879).
- 1961 — Wolfgang von Trips, automobilista e nobre alemão (n. 1928).
- 1966 — Eugène Deslaw, cineasta ucraniano (n. 1898).
- 1968 — Pablo de Rokha, poeta chileno (n. 1894).
- 1971 — Pier Angeli, atriz italiana (n. 1932).
- 1975
  - George Paget Thomson, físico britânico (n. 1892).
  - Hans Swarowsky, maestro austríaco (n. 1899).
- 1976
  - Dalton Trumbo, roteirista e romancista estadunidense (n. 1905).
  - John Heaton, piloto de skeleton e bobsleigh norte-americano (n. 1908).
- 1979
  - Agostinho Neto, nacionalista angolano (n. 1922).
  - Martinho José Calado Júnior, jornalista brasileiro (n. 1900).
- 1983
  - Felix Bloch, físico suíço (n. 1905).
  - Balthazar Johannes Vorster, político sul-africano (n. 1915).
- 1985 — Ernst Öpik, astrônomo e astrofísico estoniano (n. 1893).
- 1988
  - Joaquim Pedro de Andrade, cineasta brasileiro (n. 1932).
  - Virginia Satir, psicoterapeuta estadunidense (n. 1916).
- 1989 — Breno Caldas, jornalista brasileiro (n. 1910).
- 1991 — António Reis, cineasta português (n. 1927).
- 1996 — Joanne Dru, atriz estadunidense (n. 1923).
- 1998 — Abílio Couto, nadador brasileiro (n. 1924).
- 1999 — Alfredo Kraus, tenor e professor de canto espanhol (n. 1927).
- 2000 — Humberto Catalano, ator brasileiro (n. 1904).

### Século XXI
- 2001 — Toninho do PT, político brasileiro (n. 1952).
- 2005 — Hermann Bondi, cosmólogo austro-britânico (n. 1919).
- 2006
  - Renée Gumiel, bailarina francesa (n. 1913).
  - Taufa'ahau Tupou IV, rei tonganês (n. 1918).
- 2007 — Jane Wyman, atriz estadunidense (n. 1914).
- 2010 — Willian Lara, político venezuelano (n. 1957).
- 2011 — Cliff Robertson, ator estadunidense (n. 1923).
- 2014 — Richard Kiel, ator estadunidense (n. 1930).
- 2017 — René Laurentin, teólogo e mariólogo francês (n. 1917).
- 2021 — Jorge Sampaio, político português (n. 1939).

## Feriados e eventos cíclicos

### Mundo
- Dia Mundial de Prevenção do Suicídio🎗

### Brasil
- Dia do Gordo
- Dia da Luta Contra a Gordofobia
- Feriado municipal em Dois Irmãos, Rio Grande do Sul
- Feriado municipal em João Pinheiro, Minas Gerais
- Feriado municipal em São José do Ouro, Rio Grande do Sul
- Feriado municipal em Areado, Minas Gerais

### Cristianismo
- Auberto de Avranches
- Nicolau Tolentino

## Outros calendários
- No calendário romano era o 4.º dia (IV) antes dos idos de setembro.
- No calendário litúrgico tem a letra dominical A para o dia da semana.
- No calendário gregoriano a epacta do dia é xiv.